# Pelekium gratum
Pelekium gratum är en bladmossart som beskrevs av Andries Touw 2001. Pelekium gratum ingår i släktet Pelekium och familjen Thuidiaceae. Inga underarter finns listade i Catalogue of Life.